# Ionel Pop
Ionel Pop (n. 24 noiembrie 1889, Bădăcin, Sălaj; d.27 ianuarie 1985) a fost un deputat în Marea Adunare Națională de la Alba Iulia, organismul legislativ reprezentativ al „tuturor românilor din Transilvania, Banat și Țara Ungurească”, cel care a adoptat hotărârea privind Unirea Transilvaniei cu România, la 1 decembrie 1918:p. 77.

## Biografie
Tatăl lui Ioan Pop a fost profesor la Seminarul Teologic din Gherla. Mama sa, Elena, a fost sora lui Iuliu Maniu (1873-1953). După tată, Ionel Pop își are originea în Poiana Ilvei, strămoșii lui fiind țărani grăniceri. A fost strănepotul lui Simion Bărnuțiu (1808-1864) și nepot al lui Iuliu Maniu (1873-1953), alături de care a activat pentru înfăptuirea idealului de unitate națională.

#### Educație
În privința studiilor, a terminat Liceul din Blaj (1904-1907), după care a studiat dreptul la Graz și Budapesta și s-a întors la Blaj, ca avocat al mitropoliei, succedându-i în această funcție unchiului său, Iuliu Maniu. A luat parte cu însuflețire la Serbările Astrei, la semicentenar, în 1911, la Blaj și la pregătirea Marii Uniri de la 1918, făcând parte din Consiliul Național Român din Blaj cu rol hotărâtor în pregătirea acestui eveniment.
Despre Serbările semicentenare ale Astrei, s-a publicat chiar în anul următor, 1912, un amplu volum Serbările de la Blaj, ce cuprinde cronica acelor mărețe zile, în care Victor Eftimiu, prezent și el atunci la Blaj, vedea prefigurarea Marii Uniri a românilor.
După Marea Unire a continuat să profeseze ca avocat, implicându-se uneori și în viața politică. De asemenea, a fost și un scriitor destul de prolific, principala tematică abordată fiind legată de lumea animalelor. A decedat în 1985 la București, însă a fost înmormântat, conform dorinței sale, la Blaj.

## Activitate politică
Participă la Marea Unire ca notar și „deputat ales” al cercului electoral Mureș–Uioara, din județul Alba de Jos, făcând parte din notarii constituantei, iar apoi ca membru numit al Marelui Sfat Național și unul din secretarii acestui parlament provizoriu al Transilvaniei.
La 9 octombrie 1944, prin decret regal, a fost numit în postul de înalt comisar al Comisariatului pentru administrarea regiunilor eliberate ale Transilvaniei, cu grad și răspundere de ministru.

## Operă literară

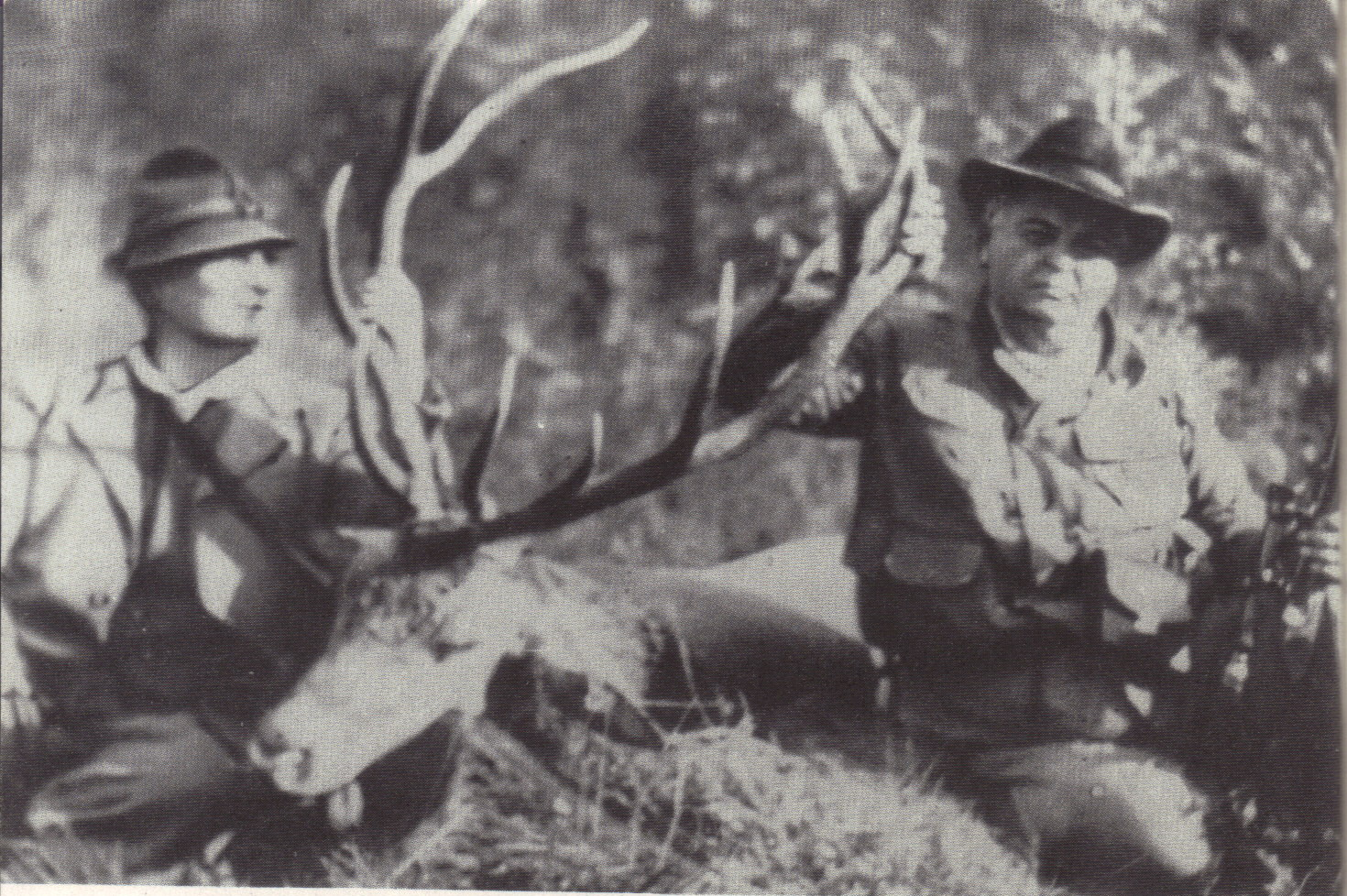
Ionel Pop și Mihail Sadoveanu la o vânătoare din 1937.

- După focul de armă, București, 1956;
- Capra neagră, București, 1957;
- Vulpea, București, 1957;
- Din fauna noastră, București, 1959;
- Întâlniri cu animale, prefață de Demostene Botez, București, 1960;
- Hoinăreli prin natură (în colaborare cu Demostene Botez), București, 1961;
- Instantanee din viața animalelor, București, 1964;
- Pași prin lumea păsărilor, București, 1965;
- Vânătorul și natura, București, 1969;
- Întâlniri neașteptate, București, 1970;
- Mamifere din România (în colaborare cu Vasile Homei), I-II, București, 1971;
- De la urs la pănțăruș, București, 1972;
- Îmi aduc aminte, ilustrații de Florin Creanga, Cluj, 1972;
- Vânători - oameni și câini, prefață de Șerban Cioculescu, București, 1972;
- Poienița ielelor, București, 1974;
- O palmă de râu și niște istorii vânătorești, prefață de Titus Popovici, București, 1978;
- Un ochi râde, altul plânge, București, 1981;
- Priviri în atelierul naturii, București, 1982;
- Văpaia, București, 1984;
- Povestiri vânătorești, București, 1986;
- Inima pădurii, București, 1986.
- Caleidoscop, Editura Honterus, Sibiu, 2018
- Un martor al Marii Uniri, Editura Corint, București, 2018

Ediții in limbi străine
- Streifzuge durch die Natur, Editura Tineretului, 1967 (cu Demostene Botez);
- Unerwartete Begegnungen, Editura Ion Creanga, 1973;
- Rencontres avec les bêtes, Delachaux & Niestle, 1973;
- Vom Bären zum Zaunkönig, Editura Ion Creanga, 1978;
- Kleine Freundschaften, Editura Kriterion, 1981;
- Schritte durch die Vogelwelt, Editura Ion Creanga, 1989.

Inedite:
- Revista "Carpații" (1933 - 1947), 1933;
- Din toamnă în toamnă ... (manuscris), 1964;
- Genius Loci (manuscris original), 1966;
- Cu pușca și cu undița (manuscris), 1969;
- Pozne - Spovedanie (manuscris), 1971;
- Scrisori către Dumitru Anitei vol. I, 1971;
- Biografia revistei "Carpații" din Cluj, 1977;
- Monografia revistei "Carpatii", 1977;
- Scrisori către Dumitru Anitei vol. II, 1978 (cu C. Rosetti-Balanescu);
- La hotarul umbrelor (manuscris), 1979;
- Norme de etica vanatoreasca, A.J.V.P.S. Timiș, 1994;
- Etica vânătorească, A.J.V.P.S. Timiș, 1995.